# 1863 Антіной
(1863) Антіной — навколоземний астероїд з групи аполлонів спектральному класу S. Має сильно витягнуту орбіту, через що в процесі свого руху навколо Сонця він перетинає не тільки орбіту Землі, а й Марса . Він був відкритий 7 березня 1948 року американським астрономом Карлом Віртаненом в Лікській обсерваторії поблизу міста Сан-Хосе і названий на честь Антіноя героя «Одіссеї». Період обертання становить 3,39 роки. Протягом XX століття цей астероїд п'ять разів наближався до Землі на відстань менш 30 млн км, але в XXI столітті таке наближення відбудеться лише одного разу.